# 博羅希夫
50°46′52″N 25°27′40″E / 50.78111°N 25.46111°E
博羅希夫（烏克蘭語：Борохів），是烏克蘭的村落，位於該國西部沃倫州，由盧茨克區負責管轄，始建於1545年，面積3.69平方公里，海拔高度221米，2001年人口1,054，人口密度每平方公里285.4人。